# Битва при Русионе
Би́тва при Русио́не — вооружённый конфликт, произошедший 31 января 1206 года близ города Русиона (ныне — Кешан, Турецкая Республика) между Вторым Болгарским царством и Латинской империей.

## Предыстория
14 апреля 1205 года латинские войска потерпели поражение и понесли значительные потери в битве под Адрианополем, а осенью предприняли попытку реорганизации войск. Основную часть армии составляли 120 рыцарей и несколько тысяч воинов, находившихся в Русионе под командованием Тьерри де Термонда и Тьерри де Лооса.

## Подготовка в битве
В середине января 1206 года болгарские войска направлялись на юг. Часть войск окружили Адрианополь, другая, под личным командованием царя Калояна Грекобойца, — отправилась к Русиону.
Латинские войска находились в крепости Русион, что создавало проблему для болгар. Калоян отправил небольшой отряд для захвата мелкой соседней, не имевшей стратегического значения, крепости.
Поскольку Тьерри Лоосский был вызван в Константинополь, командование латинской армией взял на себя Тьерри Термондский, известный своими храбростью и безрассудством. Обманный манёвр болгарского царя удался: вечером 30 января латинские войска вышли из крепости, собираясь освободить соседний замок.
Около 120 рыцарей и несколько тысяч латинских воинов добрались до замка лишь к утру 31 января, когда болгары покинули его. Тем временем, болгарские войска встали близ Русиона, на пути латинской армии. В городе оставался лишь немногочисленный гарнизон, поэтому латинским войскам пришлось спешно возвращаться к крепости в составе четырёх отрядов под командованием Карлоса де Франсии, Андре де Дурбойза, Хуана де Чойси, а также тылового отряда под командованием Гиллермо де Лооса.

## Ход сражения
Бой начался в тылу: первыми с болгарами сразился отряд Гиллермо де Лооса. Несмотря на яростное сопротивление последнего, отряд был уничтожен, оставшиеся в живых смешались с двумя другими отрядами, однако те также были разбиты.
Сражение продолжалось, однако войска обеих сторон постепенно смещались в сторону крепости. Примерно в двух километрах от неё латинская армия полностью потерпела поражение, когда болгары атаковали латинские войска со всех сторон.

## Потери
Потери болгар неизвестны, в то время как потери латинская армия потеряла несколько тысяч воинов, а также 120 рыцарей. Все командующие латинскими войсками также погибли в бою.

## Последствия
Остатки латинской армии отправились в Родосто — соседний хорошо укреплённый город с мощным гарнизоном в 2 тысячи человек. Однако, Калоян атаковал Родосто, в ходе чего латинские войска были полностью разгромлены, а город — разграблен. Такая же участь постигла и многие другие города, например, Дидимотихон.
В результате этих поражений, Латинская империя потеряла более двухсот рыцарей и многие тысячи простых воинов; многие гарнизоны были полностью уничтожены. Новый латинский император, Генрих I Фландрский, был вынужден просить у сеньора Виллардуэнна, Вилли, Лезинна, маршала Шампани Жоффруа де Виллардуэна ещё 600 рыцарей и 10 тысяч солдат (к слову, тот сравнил поражение при Русоне с поражением под Адрианополем).
Однако, царь Болгарии, Калоян, умер в 1207 году, во время осады Салоник. Его преемником стал Борил, которому было необходимо время для утверждения своей власти, поэтому он сразу же заключил мир с Латинской империей.